# 約書亞·考克斯
約書亞·考克斯（Joshua "Josh" Cox，1965年8月9日—）是美國的一位演員，主要出演電視節目。他最著名的作品是在巴比倫5號中飾演David Corwin角色。